# 莠竹
莠竹（学名：Microstegium nodosum）为禾本科莠竹属下的一个种。

## 扩展阅读
- 維基物種上的相關：莠竹